# تتر (رمزارز)
تتر (به انگلیسی: Tether) یک رمزارز است که در سال ۲۰۱۴ توسط شرکت Tether Limited Inc راه اندازی شده‌است. تتر با نماد USDT در بازار رمزارزهای دنیا مورد مبادله قرار می‌گیرد. قیمت هر تتر برابر با یک دلار آمریکا است و به همین دلیل دارای قیمت ثابتی است.
ارز دیجیتال تتر به دلیل داشتن قیمتی ثابت، گاهی به نام «استیبل کوین» یا «سکه پایدار» نیز شناخته می‌شود. با این حال یک رمزارز بحث‌برانگیز است که در گذشته به غلط ادعا می‌کرد هر توکن دارای پشتوانه‌ای به ارزش یک دلار ایالات متحده است. شرکت تترفا دلیل بحث‌برانگیز بودن تتر این است که شرکت منتشرکننده آن، شواهد کافی دال بر حسابرسی پشتوانه ادعایی خود را ارایه نکرده‌است. در ۱۵ اکتبر ۲۰۱۸ و پس از اینکه سرمایه‌گذاران تردیدهایی جدی نسبت به تتر یافتند، قیمت این رمزارز به ۹۰ سنت رسید. در ۲۰ نوامبر ۲۰۱۸ نیز خبرگزاری بلومبرگ اعلام کرد مقامات قضایی ایالات متحده بررسی نقش تتر در دستکاری قیمت بیت کوین را آغاز کرده‌اند. پس از موفقیت تتر در بازار، رمزارزهای باثبات دیگری نیز منتشر شدند که ارزش هر توکن آنها نیز برابر با یک دلار ایالات متحده بود.

## ایجاد
ارز دیجیتال تتر ابتدا روی پلتفرمی به نام اُمنی (Omni) در ژوئیه سال ۲۰۱۴ ارائه شد. پلتفرم اُمنی یک زیرلایه روی شبکه بلاکچین بیت کوین است که امکان تبادل توکن‌های مختلف را در بستر این شبکه فراهم می‌کند. در ادامه ارز دیجیتال تتر به‌صورت توکن ERC-20 روی بستر شبکه اتریوم عرضه شد و در حال حاضر در بلاکچین‌های ترون، ایاس و تون (TON) نیز موجود است.
در واقع تتر به عنوان ابزاری برای کنترل عدم پایداری قیمت در معاملات رمز ارزها مورد استفاده قرار می‌گیرد. به این ترتیب این ارز دیجیتال بلاک چین محور هم از امکانات ارزهای دیجیتال بهره‌مند است و هم مشابه ارزهای رایج فیزیکی، فاقد نوسانات قیمت رمز ارزها می‌باشد و قیمت نسبتاً ثابتی دارد.
ارزهای DAI ,BUSD ,USDC ,TUSD هم از آخرین جایگزین‌های ارائه شده برای USDT هستند که همگی معادل یک دلار آمریکا هستند. در سال ۲۰۲۱، یازده میلیون معامله خرید و فروش تتر در این پلتفرم انجام شده‌است.

## قیمت ثابت
تتر با علامت اختصاری USDT، شناخته می‌شود و ارزش هر یک تتر تقریباً برابر با یک دلار آمریکا است. این رمزارز با نوسانات شدید بازار، قیمت آن دستخوش تغییرات شدیدی نمی‌شود. به همین دلیل به عنوان رمزارز واسط برای معامله رمزارزهای دیگر یا جایگزین دلار کاغذی مورد استفاده قرار می‌گیرد.در ایران نیز با نوسانات قیمت دلار استقبال از این رمزارز زیاد شد به‌طوری که در سال ۲۰۲۱ یازده میلیون معامله خرید و فروش تتر انجام شده‌است. معمولاً تریدرها و معامله گران از تتر برای انتقال دارایی دیجیتالی از صرافی به کیف پول و به عکس استفاده می‌کنند. دلیل این موضوع آن است که به ازای هر یک واحد تتر که با علامت اختصاری USDT تولید می‌شود معادل یک دلار در خزانه داری بانک‌ها ذخیره می‌شود. به همین دلیل قیمت تتر نسبتاً ثابت است و نوسانات بسیار جزئی دارد.

## اختلاف‌نظرها درباره پشتوانه دلاری و غیرمتمرکزبودن
در سال ۲۰۱۷ یک منتقد در فضای مجازی با نام مستعار "Bitfinex'ed" با انتشار اسنادی مدعی شد تتر به‌ طور کامل توسط ذخایر فیات پشتیبانی نمی‌شود و به تبع آن، بحث‌ها درباره پشتوانه دلاری تتر بالا گرفت. در سپتامبر ۲۰۱۷ ، تتر یک یادداشت از یک شرکت حسابرسی عمومی منتشر کرد که ادعا می‌کرد تترها به طور کامل توسط دلار آمریکا پشتیبانی می‌شوند. با این حال، به گزارش نیویورک تایمز، وکیل مستقل لوئیس کوهن اظهار داشت این سند، به دلیل نحوه دقیق بیان آن، ثابت نمی‌کند که سکه‌های تتر توسط دلار پشتیبانی می‌شوند. اسناد همچنین مشخص نمی‌کنند که آیا ترازهای مورد نظر به نحو دیگری مقید شده‌اند یا خیر. شرکت حسابرسی به‌طور خاص اظهار داشت: "این اطلاعات صرفاً برای کمک به مدیریت تتر محدود ... در نظر گرفته شده است و قرار نیست و نباید توسط هیچ طرف دیگری مورد استفاده یا اتکا قرار گیرد."
در سال ۲۰۱۹، دادستان کل ایالت نیویورک یکی از مهم‌ترین اقدامات نظارتی علیه تتر را آغاز کرد. در این پرونده:
- اتهاماتی مبنی بر گمراه کردن سرمایه‌گذاران مطرح شد؛ از جمله ادعای پشتیبانی ۱۰۰ درصدی تتر با دلار نقد که با واقعیت ذخایر تتر هم‌خوانی نداشت.
- مشخص شد تتر بخشی از ذخایر خود را از طریق وام‌دادن به صرافی Bitfinex تأمین کرده است.

نتیجه این پرونده به پرداخت ۱۸.۵ میلیون دلار جریمه و ممنوعیت فعالیت تتر در ایالت نیویورک انجامید. طی این پرونده، مشخص شد تنها بخشی از ذخایر تتر به‌صورت نقدی نگهداری می‌شود و بخش قابل توجهی از آن شامل اوراق تجاری، وام‌های داخلی و دارایی‌های غیرنقدشونده است. همین امر باعث شد مدل پشتیبانی تتر رسماً تغییر کند و شرکت اعلام کند که ذخایر USDT «ممزوجی از دارایی‌ها» است.
همچنین، بر اساس کدی که در قرارداد هوشمند تتر تعبیه شده است، بنیاد تتر قادر است واحدهای تتر را در آدرس‌های دلخواه مسدود کند. همین امر، باعث شده است که برخلاف ذات غیرمتمرکز بیشتر رمزارزها، از تتر به‌ عنوان یک ارز متمرکز یاد شود. در یکی از تازه‌ترین اقدامات، بنیاد تتر ۴۱ آدرس مرتبط با تحریم‌های ایالات متحده را مسدود کرد.